# Jules Szepes
Gyula Spielmann dit Szepes,, plus souvent appelé Jules Szepes en France, né en 1909 ou 1910 en Hongrie et décédé à une date inconnue, est un footballeur hongrois ayant fait une partie de sa carrière en France.

## Carrière
Gyula Szepes commence sa carrière de footballeur au Vasas SC, puis il joue au plus haut niveau en Hongrie au Nemzeti SC en 1929-1930 puis au Kispest FC en 1932 et 1933. Il joue au poste d'« inter » gauche.
Quelques mois après une tournée avec le Kispest en France, il est recruté fin octobre 1934 par le Stade Malherbe Caen, club de deuxième division du championnat de France, qui compte déjà trois Hongrois dans ses rangs et cherche à se renforcer en attaque, alors que la saison a déjà démarré et qu'un de ses attaquants, Henri Veyssade, est gravement blessé (ce dernier meurt peu après). En deux saisons il joue au moins 35 matchs et marque une quinzaine de buts. En février 1936, il est pourtant l'objet d'une sanction du club (deux semaines à demi-salaire), qu'il conteste auprès des instances. Il est laissé libre en fin de saison.
Il signe en 1936 au FC Nancy, puis en 1937 au SR Colmar, où il joue de plus en plus bas sur le terrain, demi-centre voire arrière. En 1938, il signe un nouveau contrat professionnel à l'US Boulogne-sur-Mer, toujours en deuxième division. Il est libéré en fin de saison.
En 1940, il est l'objet d'une décision de la Commission du statut professionnel de la Fédération française qui n'est pas détaillée (requalification en joueur amateur ?). La suite de sa vie n'est pas connue.